# Бежарано, Эстер
Эстер Бежарано (нем. Esther Béjarano, урождённая Лёви, Löwy или Loewy; 15 декабря 1924, Зарлуи, Саар — 10 июля 2021, Гамбург) — еврейская исполнительница, одна из последних выживших в концентрационном лагере Освенцим. Ей удалось уцелеть в Аушвице, играя в женском оркестре Освенцима. После войны была антифашистской и коммунистической активисткой, в своих публичных выступлениях и музыке сохранявшей память о Холокосте и опасности нацизма.

## Биография

### Юность. Заключённая нацистских лагерей
Эстер Лёви была дочерью учительницы Маргарет Хейманн и Рудольфа Леви (Loewy), тоже педагога и главного кантора (хаззана) еврейской общины в Зарлуи, куда они перебрались из Тюрингии и Берлина соответственно. Отец поощрял её интерес к музыке, и Эстер научилась играть на пианино. Её семья погибла в Холокосте: нацисты убили родителей в Каунасе (Ковно), сестра не пережила Освенцим. В 15-летнем возрасте Эстер покинула родительский дом, чтобы попытаться эмигрировать в подмандатную Палестину, но была схвачена в лагере для отправки туда еврейской молодежи. Она отбыла два года каторжных работ в лагере в Ландверк-Нойендорф, недалеко от Фюрстенвальде (Шпрее).
19-20 апреля 1943 года все 153 находившиеся там были через транзитный берлинский лагерь депортированы в концлагерь Освенцим. Там узница получила номер 41948, ей пришлось таскать камни, пока она не вызвалась играть на аккордеоне (у неё была музыкальная подготовка, но до этого она играла только на пианино) в недавно сформированном женском оркестре Освенцима. Оркестр играл и тогда, когда в Аушвиц прибывали новые заключенные или их отправляли на смерть; пережить эти мгновения, по собственному признанию Эстер, давалось ей сложнее всего.
В Аушвиц-Биркенау она серьёзно заболела (сперва брюшным тифом, затем коклюшем), однако как «полукровка» («на четверть арийка») была оставлена в живых, переведена в лазарет для христианских заключённых и в ноябре 1943 года отправлена в женский лагерь Равенсбрюк, принудительным трудом заключённых которого пользовалась корпорация «Siemens». Ей приходилось выполнять монтажные работы; в своих мемуарах она вспоминает, что устраивала мелкий саботаж на производстве.
После двух лет трудового лагеря в январе 1945 года с Эстер сняли еврейскую звезду, оставив красный треугольник, которым отмечались политические заключенные. По мере приближения союзников ей пришлось участвовать в печально известных маршах смерти узников концлагерей — из Равенсбрюка в подлагерь Мальхов, а затем еще дальше от фронта. Однако ей с несколькими друзьями удалось бежать на участке между городом Каров и Плау-ам-Зе; в Любце 3 мая 1945 года она наткнулась на советских и американских солдат, которые вместе сожгли огромный портрет Гитлера под аккомпанемент ее аккордеона — так она символически отметила своё освобождение и «второе рождение».

### После войны. Жизнь в Израиле
Попав в лагерь для перемещенных лиц в Люнебурге, она не смогла найти живых родственников в Германии (её брат воевал за союзников, был ранен и теперь жил в США, а одна сестра также пережила войну и уже была в Палестине) и принялась искать возможности покинуть Германию. Она прожила несколько недель с семью десятками других выживших в концлагерях в Герингсхофе, который называли «кибуцем Бухенвальд».
После окончания войны она покинула Германию в августе 1945 года, отправившись в Марсель, и смогла иммигрировать в Палестину, прибыв в Хайфу 15 сентября 1945 года. Она жила в кибуцах, работала на сигаретной фабрике и няней, обучалась вокалу и начала преподавать сама, выступала в рабочем хоре, с которым ездила на I и II Всемирный фестивали молодежи и студентов в Прагу и Будапешт. В 1948 году её призвали в армию и разместили в Яффо; во время войны она выступала перед солдатами.
Она вышла замуж за Ниссима Бежарано, однако тот потерял работу водителя грузовика за свою коммунистическую и профсоюзную деятельность; в сочетании с личными мотивами, состоянием здоровья, пацифизмом и неприятием политики Израиля по отношению к палестинцам это побудило семью переселиться в ФРГ в 1960 году.

### Возвращение в Германию. Антифашистская деятельность

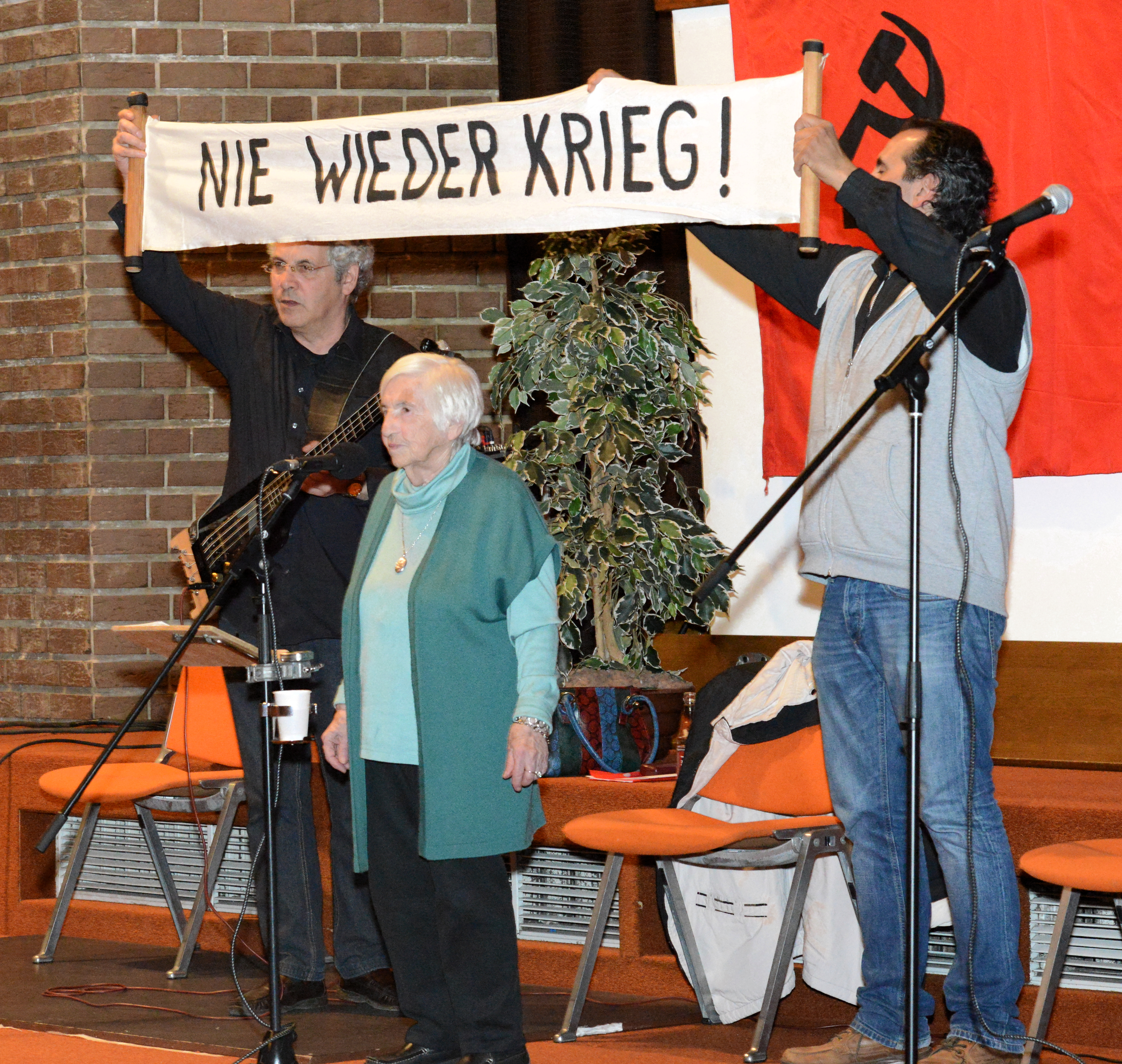
Эстер Бежарано с сыном Йорамом и Кутлу Юрцевеном, 2015 год

Вернувшись в Германию с мужем и двумя детьми, она вновь столкнулась с нацистами — и после того, как у её киоска под охраной полиции разместились неонацистские агитаторы Национал-демократической партии, решила посвятить себя антифашистскому активизму.
Бежарано жила в Гамбурге. В 1986 году она основала Освенцимский комитет ФРГ, который каждую субботу собирался в её квартире, а также была соучредительницей и председательницей Международного освенцимского комитета. Она оставалась активна в Комитете до самой смерти. В 2008 году стала почетной главой Союза преследуемых нацистским режимом — Федерации антифашистов (VVN-BdA).
Она вела активную просветительскую деятельность и участвовала в антинацистских акциях, на которых даже попадала под струи полицейских водометов. Регулярно выступала на Международном молодежном собрании, ежегодно организуемом Исследовательским центрои Макса Маннгеймера в Дахау. Критиковала подъём ксенофобии и ультраправых (в том числе «Альтернативы для Германии»), антиммигрантскую и антисоциальную политику (министру финансов Олафу Шольцу она заявляла: «Дом горит, а вы блокируете пожарную команду»). На пресс-конференции беженцев с Лампедузы в 2013 году в Гамбурге она назвала действия полиции против беженцев в Гамбурге «позором для города».
До конца жизни оставалась активной коммунисткой. В 2017 году её даже выдвигали в Бундестаг от Германской коммунистической партии, но Бежарано позже сняла свою кандидатуру. Во время своего последнего публичного выступления 3 мая 2021 года она повторила своё требование сделать 8 мая в Германии государственным праздником.

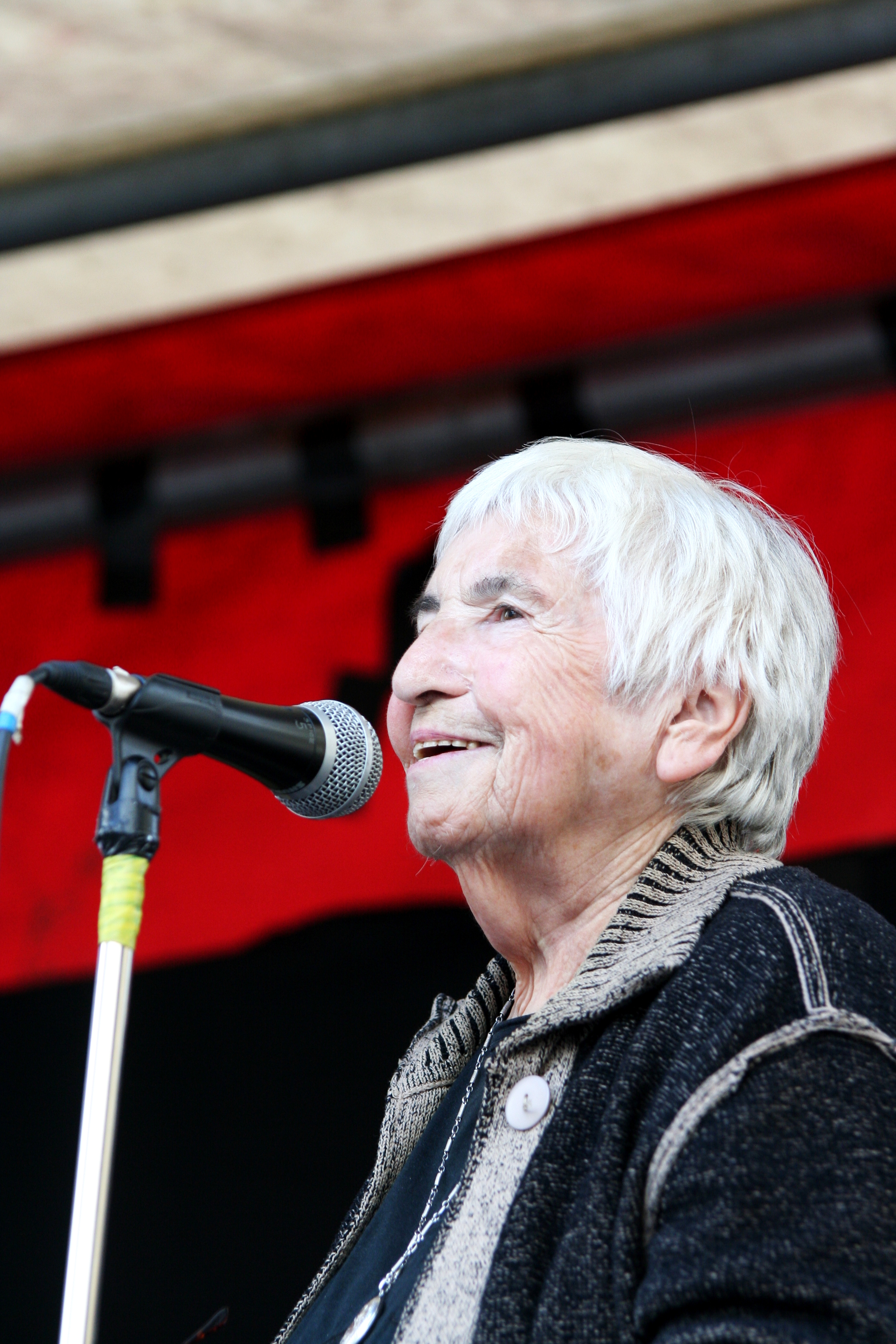
Бежарано на митинге против Национал-демократической партии Германии (НДПГ) в 2009 году.

В начале 1980-х она создала музыкальную группу «Coincidence» со своей дочерью Эдной (бывшей солисткой рок-группы The Rattles) и сыном Йорамом. Они исполняли песни из гетто, на иврите и на антифашистскую тематику. В XXI веке выступала с кёльнской хип-хоп-группой левого толка Microphone Mafia. В 2012 году был выпущен совместный альбом Per La Vita («За жизнь»), в котором также приняли участие их дети Эдна и Йорам. В 2013 году проект был продолжен с La Vita Continua. За три года группа отыграла более 170 концертов, а в 2017 году состоялся её визит на Кубу, задокументированный в иллюстрированной книге.
Бежарано умерла в Гамбурге 10 июля 2021 года в возрасте 96 лет. Она была одной из последних выживших участников оркестра (из живых участниц осталась скрипачка Анита Ласкер). Министр иностранных дел Германии Хайко Маас назвал усопшую «важным голосом в борьбе с расизмом и антисемитизмом».

## Награды и признание
В 2004 году Бежарано была награждена медалью Карла фон Осецкого. В 2010 году она получила медаль Герберта Венера. В 2012 году ей также вручили Орден за заслуги перед Федеративной Республикой Германия Первой степени. Она была удостоена премии Ethecon 2013 года «Голубая планета» за свою «неустанную деятельность за мир и против антисемитизма, расизма и фашизма». В 2014 году она была удостоена премии Гисберта Левина кёльнского отделения Обществ христианско-еврейского сотрудничества. В том же году по случаю своего 90-летия она стала почётной гражданкой своего родного города Зарлуи. В 2016 году она получила Премию за солидарность и человеческое достоинство (Preis für Solidarität und Menschenwürde). Сенат Гамбурга отметил её в 2019 году. В её честь в 2020 году была названа школа в Вислохе. В том же году она была удостоена премии Германа Мааса за свою деятельность против расизма и дискриминации.

## Публикации
- Erinnerungen. Vom Mädchenorchester in Auschwitz zur Rap-Band gegen Rechts. — Laika-Verlag, 2013. — ISBN 978-3-944233-04-8.
- Lieder für das Leben. Curio-Verlag, Hamburg 1995, ISBN 3-926534-84-2.
- Man nannte mich Krümel'. Curio-Verlag, Hamburg 1989, ISBN 3-926534-82-6.